# Таха Мохи эд-Дин Мааруф
Таха Мохи эд-Дин Мааруф (араб. طه محي الدين معروف‎;
1924, Сулеймания, Ирак — 8 августа 2009, Амман, Иордания) — иракский военный и политический деятель. Вице-президент и член Совета революционного командования Ирака. Вместе с Тахой Ясином Рамаданом являлся самым высокопоставленным представителем курдов в правительстве Саддама Хусейна.

## Биография
Таха Мохи эд-Дин Мааруф родился в 1924 году в курдской семье в Северном Ираке.
В 1968 году он вступил в партию Баас, где познакомился с Саддамом Хусейном. Занимал ряд министерских постов. Работал послом Ирака в Италии, Мальте и Албании
С 1975 года вице-президент Ирака, наряду с Саддамом Хусейном (после вступления последнего в должность президента — наряду с Иззатом Ибрагимом ад-Дури). Несмотря на высокую должность, его не считали политиком, входившим в близкое окружение Саддама Хусейна. Однако американское командование включило его в состав представителей правительства, которые подлежат аресту. В составленном американцами списке самых разыскиваемых иракцев был обозначен в виде бубновой девятки.
Был арестован американскими войсками в Багдаде 2 мая 2003 года вместе с генералом штаба иракской армии Мизбаном Хадр Хади. Освобождён в феврале 2004 года.
Эмигрировал в Иорданию, где и умер 8 августа 2009 года.